# Duckeanthidium atropos
Duckeanthidium atropos är en biart som först beskrevs av Smith 1853.  Duckeanthidium atropos ingår i släktet Duckeanthidium och familjen buksamlarbin. Inga underarter finns listade i Catalogue of Life.